# Ministère de la Défense (Roumanie)
Pour les articles homonymes, voir Ministère de la Défense.
Le ministère de la Défense est un ministère roumain. Il est dirigé par Ionuț Moșteanu depuis le 23 juin 2025.

## Liste des ministres

### République populaire roumaine
| Nom | Nom                | de               | à              | Gouvernement | Parti |
| --- | ------------------ | ---------------- | -------------- | ------------ | ----- |
|     | Emil Bodnăraș (en) | 30 décembre 1947 | 3 octobre 1955 |              | PMR   |
|     | Leontin Sălăjan    | 3 octobre 1955   | 20 août 1965   |              | PMR   |

### République socialiste de Roumanie
| Nom | Nom                | de               | à                | Gouvernement                      | Parti |
| --- | ------------------ | ---------------- | ---------------- | --------------------------------- | ----- |
|     | Leontin Sălăjan    | 21 août 1965     | 30 août 1966     | Maurer III et IV                  | PCR   |
|     | Ion Ioniță         | 30 août 1966     | 16 juin 1976     | Maurer III, IV, V, Mănescu I et I | PCR   |
|     | Ion Coman          | 16 juin 1976     | 29 mars 1980     | Mănescu II et Verdeț I            | PCR   |
|     | Constantin Olteanu | 29 mars 1980     | 16 décembre 1985 | Verdeț II, Dăscălescu I et II     | PCR   |
|     | Vasile Milea       | 16 décembre 1985 | 22 décembre 1989 | Dăscălescu II                     | PCR   |

### Roumanie postcommuniste
| Nom | Nom                          | de                | à                 | Gouvernement                   | Parti         |
| --- | ---------------------------- | ----------------- | ----------------- | ------------------------------ | ------------- |
|     | Niculae Militaru             | 26 décembre 1989  | 16 février 1990   | Roman I                        | FSN           |
|     | Victor Atanasie Stănculescu  | 16 février 1990   | 30 avril 1991     | Roman I et II                  | FSN           |
|     | Niculae Spiroiu              | 30 avril 1991     | 6 mars 1994       | Roman II, Stolojan et Văcăroiu | FSN/FDSN/PDSR |
|     | Gheorghe Tinca               | 6 mars 1994       | 11 décembre 1996  | Văcăroiu                       | PDSR          |
|     | Victor Babiuc                | 12 décembre 1996  | 13 mars 2000      | Ciorbea et Vasile et Isărescu  | PD-FSN        |
|     | Sorin Frunzăverde            | 13 mars 2000      | 28 décembre 2000  | Isărescu                       | PD-FSN        |
|     | Ioan Mircea Pașcu            | 28 décembre 2000  | 28 décembre 2004  | Năstase                        | PSD           |
|     | Teodor Atanasiu              | 28 décembre 2004  | 25 octobre 2006   | Popescu-Tăriceanu              | PNL           |
|     | Sorin Frunzăverde            | 25 octobre 2006   | 5 avril 2007      | Popescu-Tăriceanu              | PD            |
|     | Teodor Meleșcanu             | 5 avril 2007      | 22 décembre 2008  | Popescu-Tăriceanu              | PNL           |
|     | Mihai Stanișoară             | 22 décembre 2008  | 23 décembre 2009  | Boc I                          | PDL           |
|     | Gabriel Oprea                | 23 décembre 2009  | 7 mai 2012        | Boc II et Ungureanu            | UNPR          |
|     | Corneliu Dobriţoiu           | 7 mai 2012        | 21 décembre 2012  | Ponta I                        | PNL           |
|     | Mircea Dușa                  | 21 décembre 2012  | 17 novembre 2015  | Ponta II, III et IV            | PSD           |
|     | Mihnea Motoc                 | 17 novembre 2015  | 4 janvier 2017    | Cioloș                         | Sans          |
|     | Gabriel Leș                  | 4 janvier 2017    | 29 juin 2017      | Grindeanu                      | PSD           |
|     | Adrian Țuțuianu              | 29 juin 2017      | 6 septembre 2017  | Tudose                         | PSD           |
|     | Marcel Ciolacu (par intérim) | 6 septembre 2017  | 12 septembre 2017 | Tudose                         | PSD           |
|     | Mihai Fifor                  | 12 septembre 2017 | 20 novembre 2018  | Tudose et Dăncilă              | PSD           |
|     | Gabriel Leș                  | 20 novembre 2018  | 4 novembre 2019   | Dăncilă                        | PSD           |
|     | Nicolae Ciucă                | 4 novembre 2019   | 25 novembre 2021  | Orban I et II, Cîțu            | Sans/PNL      |
|     | Vasile Dîncu                 | 25 novembre 2021  | 24 octobre 2022   | Ciucă                          | PSD           |
|     | Nicolae Ciucă                | 24 octobre 2022   | 31 octobre 2022   | Ciucă                          | PNL           |
|     | Angel Tîlvăr                 | 31 octobre 2022   | 23 juin 2025      | Ciucă, Ciolacu I et II         | PSD           |
|     | Ionuț Moșteanu               | 23 juin 2025      | en fonction       | Bolojan                        | USR           |